# Pascual de Borbón-Dos Sicilias
Pascual de las Dos Sicilias (Caserta, 15 de septiembre de 1852 - Rueil-Malmaison, 21 de diciembre de 1904), fue un príncipe napolitano, el undécimo hijo del rey Fernando II de las Dos Sicilias aunque era el décimo tenido con su segunda esposa, la archiduquesa María Teresa de Austria-Teschen, debido al derrocamiento de su familia cuando era un niño, vivió el resto de su vida exiliado.

## Primeros años
Sus primeros nombre fueron en homenaje a San Pascual Baylón. Pascual se crio en una familia unida y tranquila. Un niño alegre y juguetón, fue criado por el amoroso cuidado de su madre María Teresa. A diferencia de los gobernantes de su época, el rey no duda en mostrar en público su cariño por sus hijos incluso en los momentos oficiales, no dejaba de llevar a sus hijos en brazos, mientras que la reina lejos del entretenimiento de la corte, es una mujer piadosa pero profundamente conservadora. Los hermanos mayores del príncipe, Luis, Alfonso y Cayetano formaron una banda de chicos alegres cuyas bromas divierten a la corte. El joven príncipe tenía solo 6 años cuando el duque de Calabria Francisco, su medio hermano mayor y heredero al trono, se casó con la duquesa María Sofía de Baviera, hermana de la emperatriz Isabel de Austria. Unos meses después de la boda, muere el rey Fernando II y el duque de Calabria ciñe la corona con el nombre de Francisco II.
No obstante, solo dos después la Expedición de los Mil liderada por Giuseppe Garibaldi obliga a la familia real a refugiarse en la fortaleza de Gaeta donde la joven reina María Sofía desplega una energía inusual. Derrotados, la familia real huyó en 1861 a Roma bajo la protección del Papa Pío IX. El príncipe y sus hermanos y hermanas serán educados en el Palacio del Quirinal y luego en el Palacio Farnesio.
En 1867 con 15 años, Pascual perdió a su madre y a su hermano menor Genaro, víctimas del cólera. En 1871, su hermano el conde de Girgenti se suicidó a la edad de 25 años. Sus hermanas, la archiduquesa María Anunciada y la condesa de Bardi María Luisa murieron prematuramente.

## Matrimonio y muerte
A diferencia de sus hermanos los cuales en el exilio se casaron con príncipes y princesas de las dinastías católicas que los apoyaron antes del exilio, Pascual no tomo ese camino.
El 20 de noviembre de 1878 en Clichy, el príncipe contrajo matrimonio morganático con Luisa Blanca Berta conocida como Blanca de Marconnay dos años mayor que él, hija natural de Enriqueta de Marconnay, la cual tenía un hijo llamado Ricardo. La pareja no tuvo hijos y Pascual permaneció en Francia el resto de su vida.
El conde de Bari murió en el castillo de Malmaison en 1904 a la edad de 52 años. Su esposa le sobrevivió 22 años. Una placa en la iglesia de San Pedro y San Pablo de Rueil-Malmaison recuerda la memoria de este príncipe.
- Datos: Q3897173
- Multimedia: Prince Pasquale, Count of Bari / Q3897173